# Södertälje
För andra betydelser, se Södertälje (olika betydelser).
Södertälje (uttal (fil)) är en tätort i Södermanland och Stockholms län och centralort i Södertälje kommun med 76 320 invånare (31 december 2020). Södertälje är beläget där Mälaren är förbunden med Östersjön genom slussen i Södertälje kanal.
Platsen befolkades efter att sundet mellan Mälaren och Östersjön slutade vara farbart från 500- till 700-talet. Efter stadsbranden 1650 byggdes området upp enligt en rutnätsplan som fortfarande dominerar de centrala delarna. År 1819 stod den första dragningen av Södertälje kanal färdig, och Södertälje fick järnväg 1860. De nya transportvägarna medförde en industriell etablering och att området blev badort med kuranläggning. 
Under 1960-talet skedde stor inflyttning till Södertälje med grupper från bland annat Norrland och Finland, samt kristna assyrier/syrianer. 
Storföretagen Scania och Astra Zeneca är Södertäljes dominerande privata arbetsgivare. Myndigheter som Sjöfartsverket och Kustbevakningen har representation i Södertälje, och orten är kansliort för en domkrets för flera kommuner där mål handläggs i Södertälje tingsrätt. Regionen driver Södertälje sjukhus, och Södertälje kommun har sin centrala förvaltning på stadshuset.
Högskoleutbildning har funnits sedan 1986 då Kungliga Tekniska högskolan öppnade en filial i området. 
Södertälje har flera kulturinstitutioner, bland annat en av Sveriges länsteatrar Oktoberteatern och Södertälje stadsscen. Andra museer inkluderar bland annat vetenskapscentret Tom Tits Experiment och museifartyget S/S Ejdern.
Inom sport har Södertäljes lag haft sina främsta framgångar inom ishockey och basket.

## Historia

### Äldre historia

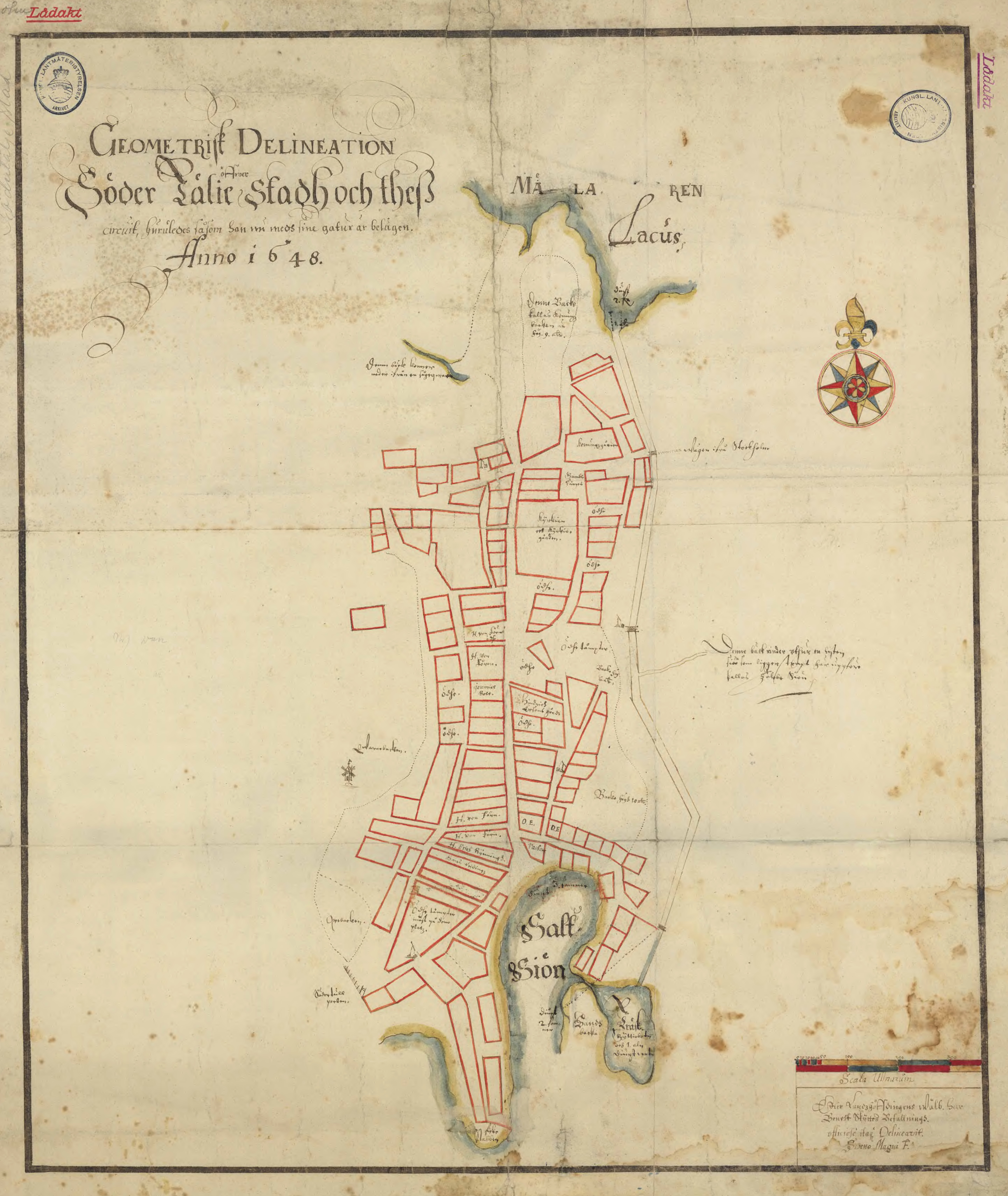
Karta över Södertälje från 1648 med medeltidens gatusträckningar.

De första människorna kom till trakten runt Södertälje omkring 4000 f.Kr. Fynd från äldre stenåldern har bland annat gjorts i Högloft i stadsdelen Västergård. Efter 500-talet e.Kr. gjorde landhöjningen sundet mellan Mälaren och Östersjön genom dagens Södertälje för grunt och smalt, och båtar behövde nu släpas mellan sjö och hav. Ett villasamhälle bildades vid sundets smalare del på 600-talet, och från senare delen av 700-talet befolkades Södertälje permanent. Handel och service till de förbipasserade uppstod, vilket medförde inflyttning. Utgrävningar visar att den första bebyggelsen låg strax norr om platsen där Stora Torget idag ligger. Ansgar passerade genom Södertälje på sin resa till Birka 829. Till äldre fornlämningar inom stadsområdet hör Holmfastristningen från omkring år 1050–1080.
Första gången Södertälje omnämns i skrift är 1070 i Gesta Hammaburgensis ecclesiae pontificum, där Adam av Bremen beskriver platsen som en del av vägen mellan Skara och Birka. Under 1200-talet skedde flera kyrkomöten i Södertälje, vilka omnämns i dokument från 1279 bevarade i Riksarkivet. Ett av de mer uppmärksammade mötena i Södertälje var 1345 då adelns privilegier bekräftades.

### Södertälje stad
Södertälje stad fick stadsprivilegier på 1300-talet, senast 1386 då stadsrätt finns omnämnd. Under 1300-talet byggdes borgen Telge hus. Därifrån administrerades Telgehus län som omfattade Öknebo, Hölebo och delar av Svartlösa härad. Borgen brändes ner under Engelbrektsupproret 1435.
Under sin tid som hertig av Södermanland satsade Hertig Karl på Södertälje som handels- och sjöfartsstad. Han lät anlägga en hamn för järnvaror från Bergslagen i närheten av dagens uthamn, vilket medförde ökad handel. Vid slutet av 1500-talet gick en fjärdedel av den svenska järnmalmsexporten via hamnen i Södertälje.

#### 1600- och 1700-talet

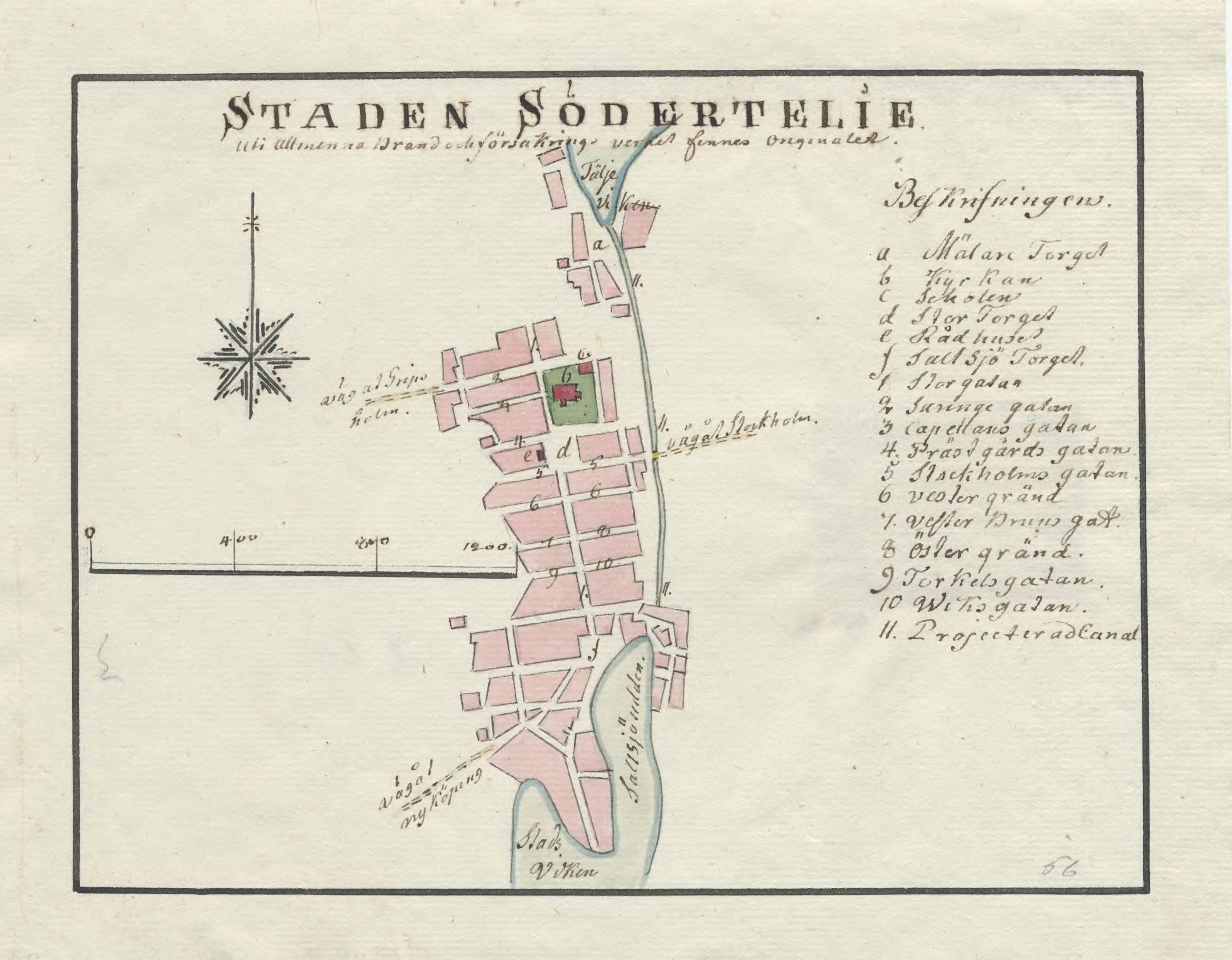
Karta över Södertälje från 1790-talet.

Det ursprungliga ortsnamnet var endast Telge, där flera stavningsvarianter historiskt har förekommit. År 1622 lades prefixet ”söder” till i samband med grundandet av Norrtälje. Sedan en stavningsreform på 1910-talet skrivs platsens namn Södertälje.
S:t Olof var stadens första skyddshelgon, men vid 1600-talets början kom han att ersättas av Sankta Ragnhild. Efter vallfärder till Rom och Jerusalem ska Ragnhilds reliker ha begravts i Södertälje.
År 1719 brändes stora delar av dåvarande Södertälje stad ner i samband med Rysshärjningarna. Från 1740-talet inrättades ett antal manufakturer med tillverkning, efter att Södertäljes invånare tidigare huvudsakligen försörjt sig på sjöfart och handel. Södertälje rådhus från 1734 är Södertäljes äldsta kvarvarande profana byggnad.

#### 1800-talet
Södertelge Badinrättning öppnade 1849 med vatten från Tore källa. Badgästerna bidrog till ett ekonomiskt uppsving i staden, och flera tillhörande anläggningar för att serva besökarna uppfördes under sent 1800-tal; bland andra Badhotellet, Strandhotellet, Stadsparken och Badparken. Flera badvillor byggdes av badgästerna, varav bland annat Villa Bellevue är bevarad. Badanläggningen var öppen i omkring 100 år och stängde 1945.
Traditionen att baka Södertäljekringlor inleddes under på 1600-talet, men de hade sin storhetstid då Södertälje var badort under sista halvan av 1800-talet och framåt.

#### 1900-talet
Under första världskriget rådde högkonjunktur där staten var stor kund hos Södertäljes företag och ytterligare bolag kom att etablera sig i området. Högkonjunkturen medförde en översyn av transportvägarna, och 1916–1924 grävdes den nya bredare dragningen för Södertälje kanal inklusive ny sluss, samt en ny dubbelspårig järnvägsdragning där Södertälje södra blev Södertälje stads huvudstation.
Efter 1920-talet inleddes en lågkonjunktur och Södertälje stad ordnade med nödhjälpsarbeten bland annat i form av vattenlednings- och gatuarbete. Man satsade även vidare på näring kopplad till havsbadet. Även inledningen av 1930-talet präglades av depressionen, men från 1936 började företagen åter expandera. Högkonjunkturen fortsatte under andra världskriget efter vilket Astra och Scania blev Södertäljes dominerande företag och en bostadsbrist uppstod.
Vid Kommunreformen i Sverige 1971 ombildades Södertälje stad till Södertälje kommun.

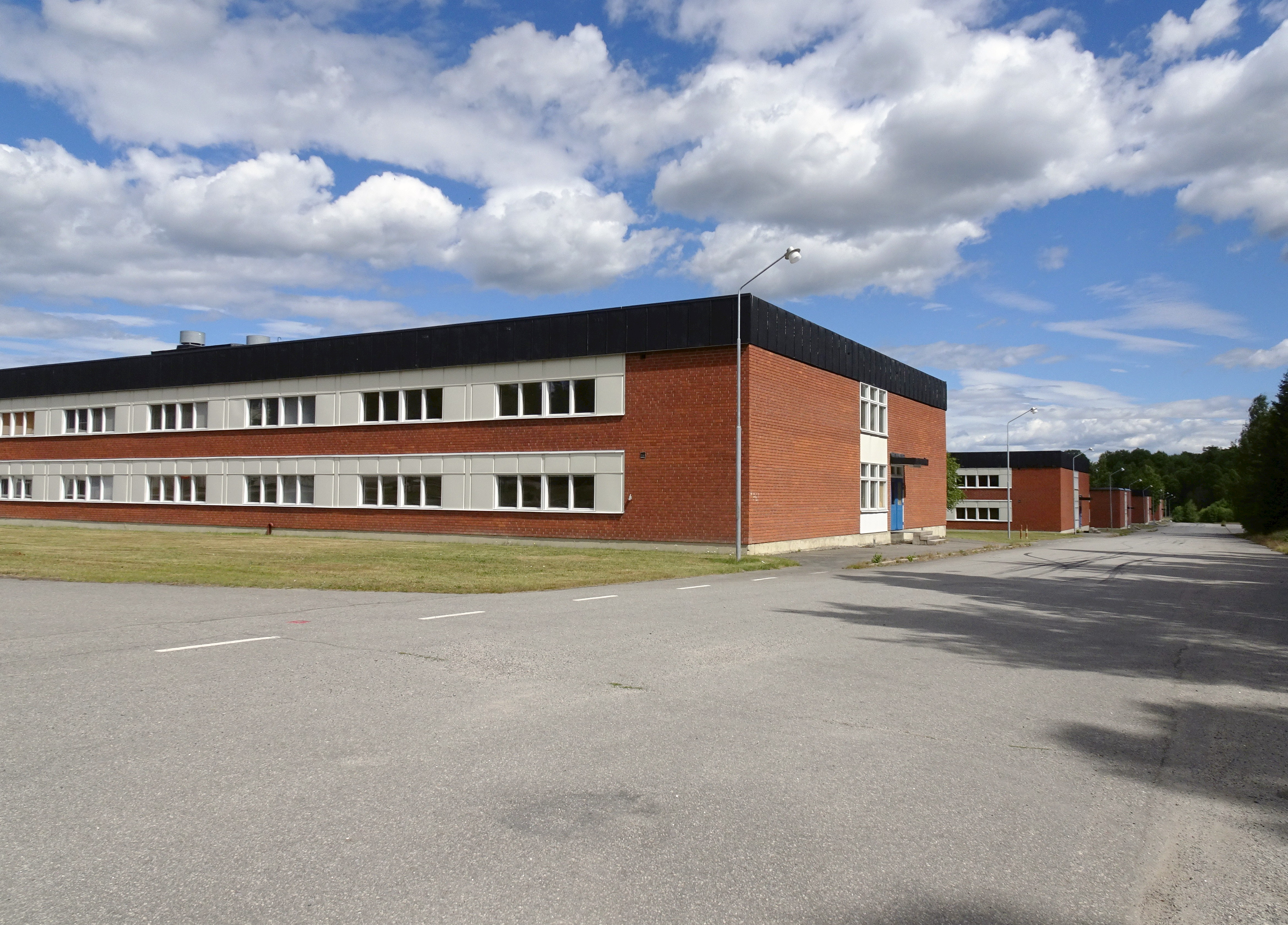
Almnäs garnison med Svea ingenjörkår (Ing 1) och Ingenjörstruppernas kadettskola (INGKAS).

Som en del av mälarkarusellen invigdes Almnäs garnison 1970 och Svea ingenjörkår (Ing 1) och Ingenjörstruppernas kadettskola (INGKAS) omlokaliserades till Almnäs. År 1984 flyttade Försvarets FN-skola från Strängnäs till Almnäs. Under 1990-talet tillkom på- och avrustning av högvakten samt förläggning inför pågång till högvakten.
Som ett led av försvarsbeslutet 1996 avvecklades Svea ingenjörskår (Ing 1) 1997 och Swedint övertog hela området. År 2004 avvecklades Swedint i sin helhet och uppstod som en ny enhet inom Livgardet. Det forna garnisonsområdet konverterades till företagspark.

### Administrativa tillhörigheter
Södertälje stad ombildades vid kommunreformen 1862 till en stadskommun. Bebyggelsen kom också att sträcka sig in i angränsande socknar och 1946 inkorporerades Västertälje socken/landskommun, 1963 Östertälje socken/landskommun samt Tveta socken/Landskommun och 1967 Enhörna landskommun (vars område dock aldrig ingått i tätorten). 1971 uppgick stadskommunen i Södertälje kommun med Södertälje som centralort.
I kyrkligt hänseende har Södertälje alltid hört till Södertälje församling (benämnd Södertälje-Tveta församling 2002-2010, Södertälje stadsförsamling och Södertälje landsförsamling före 1946) samt Östertälje församling från 1946 och Västertälje församling från 1973 till 2010. Tveta församling tillkom genom inkorporering 1963 men uppgick 2002 i Södertälje församling.
Orten ingick till 1971 i domkretsen för Södertälje rådhusrätt. Sedan 1971 ingår Södertälje i Södertälje domkrets.

## Geografi
Tätorten Södertälje fanns vid tätortsavgränsningen 2020 i huvudsak inom Södertälje kommun, med några hektar som sträckte sig in i Salems kommun.

### Naturskydd
Inom de nordvästra och nordöstra stadsdelarna finns Natura 2000-områdena  Lina och Talbystrand. I stadsdelen Pershagen hittas Öbacken-Bränninge naturreservat.

## Ekonomi och infrastruktur

### Näringsliv
Från slutet av 1800-talet började industrier etableras i Södertälje. Under 1950- och 1960-talen omvandlades Södertälje från småstad och badort till industristad.

#### Industri

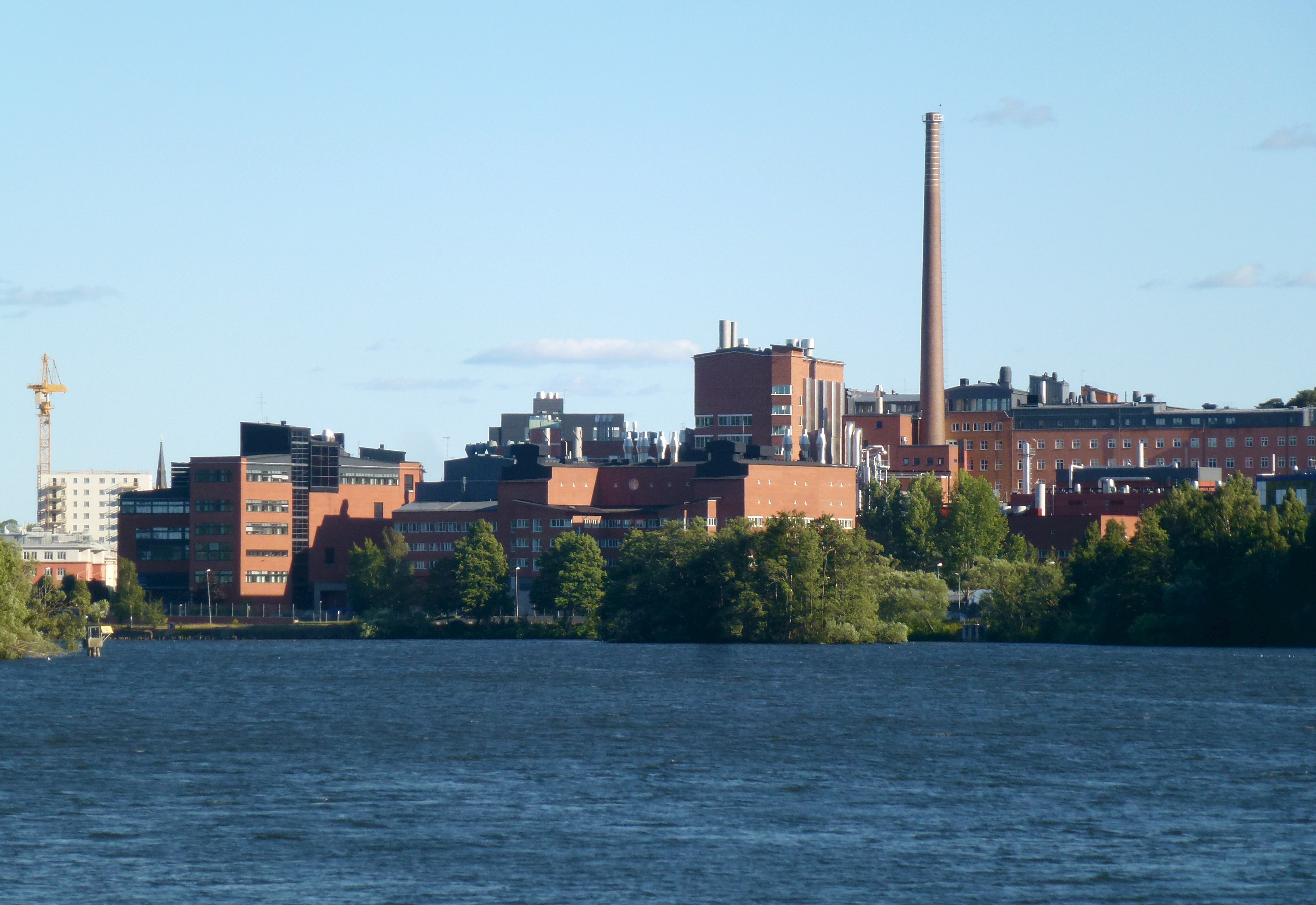
Astra Zenecas anläggningar vid Snäckviken i centrala Södertälje.

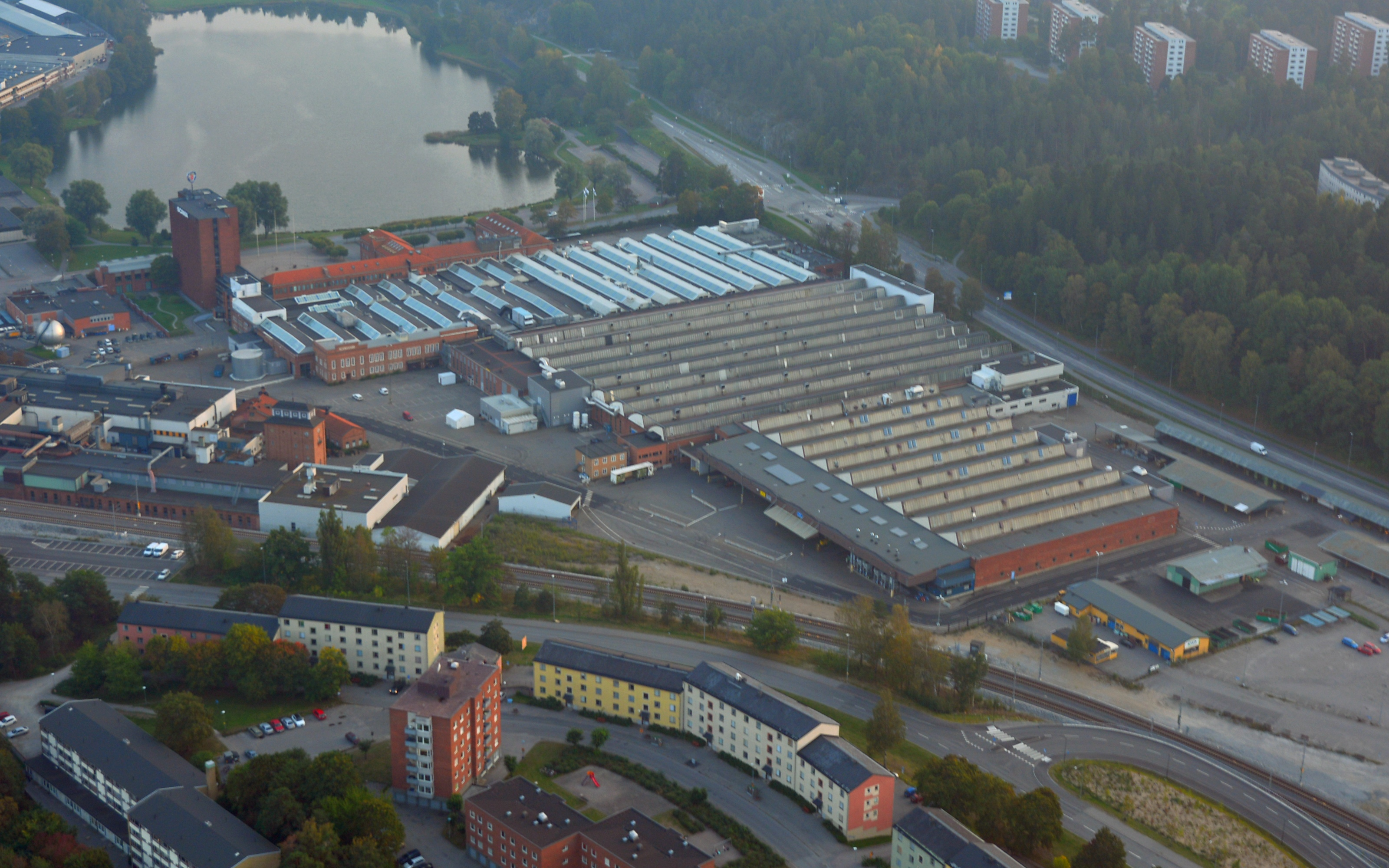
Scanias huvudkontor och flera produktionsanläggningar vid Saltskogsfjärden.

Från slutet av 1800-talet etablerades flera större industrier i Södertälje; Svenska Centrifug (1896), Södertelge Verkstäder (1896), Baltic (1906), Svenska Tobaksaktiebolaget (1917, efter köp av befintlig tillverkning) och Wedaverken (1917).
Vagnfabriks Aktiebolaget i Södertelge (Vabis) bildades december 1891, och uppförde sin fabrik vid Saltskogsfjärden. År 1911 skedde ett samgående med skånska Maskinfabriksaktiebolaget Scania, och koncernen Scania-Vabis med huvudkontor i Södertälje bildades. Två år senare, 1913, bildades Astra (Aktiebolaget Astra Apotekarnas Kemiska Fabriker) i Södertälje efter att riksdagen avskaffat apotekens monopol på läkemedelstillverkning.
Företaget utvecklades till det ledande läkemedelsföretaget i Skandinavien under perioden 1927–1957. Sedan 1999 har verksamheten i Södertälje fokuserats på läkemedelstillverkning, samt att huvudkontoret för dess nordiska marknadsbolag förlagts till orten.
I början av 2020-talet var Scanias huvudkontor beläget i Södertälje. Där fanns även Astra Zenecas största produktionsanläggning.

#### Tjänster

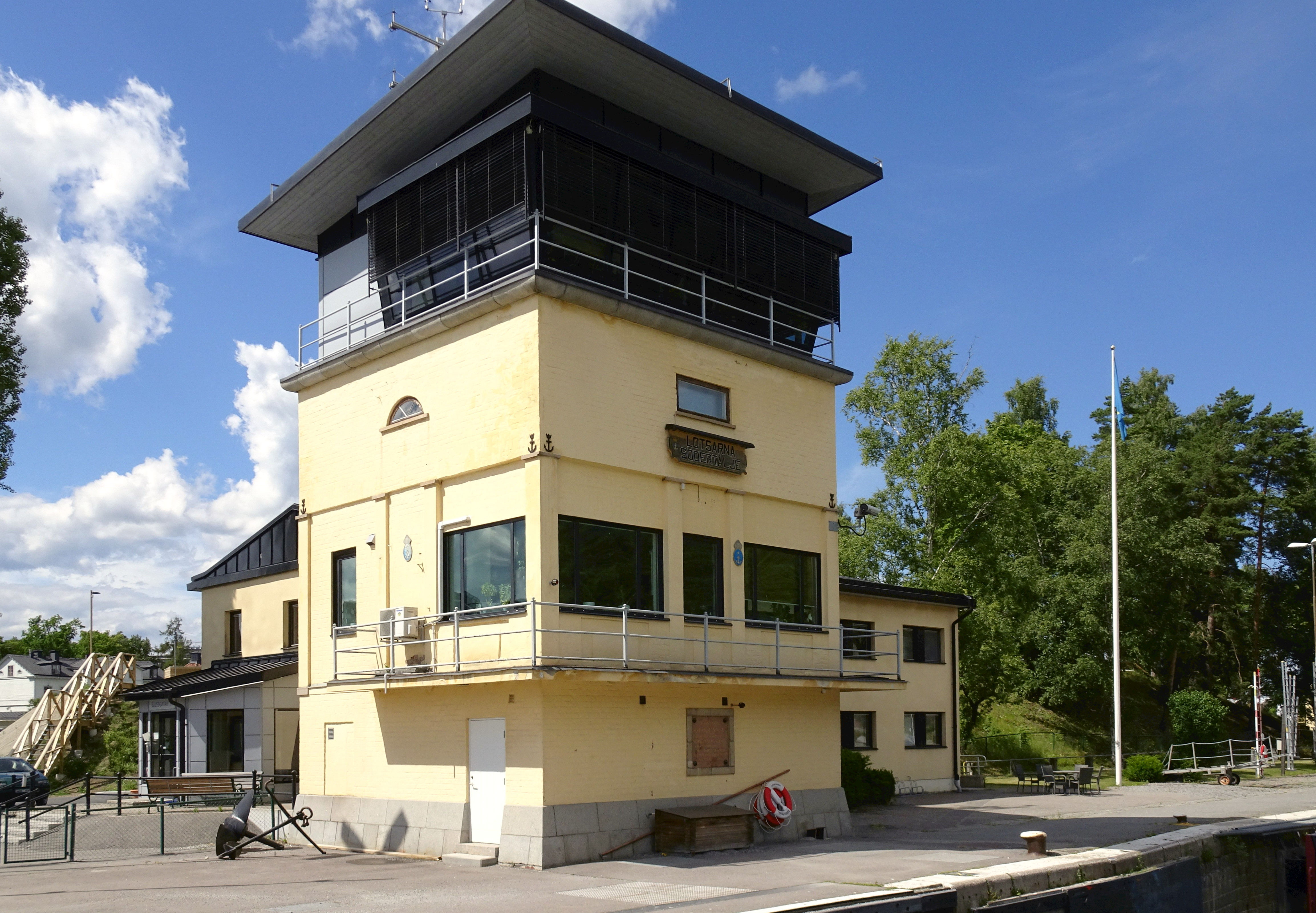
Sjöfartsverkets kontor och lotshus vid Södertälje sluss.

Myndigheter som har verksamhet specifikt förlagd till Södertälje utöver service till boende har ofta anknytning till stadens maritima läge. Ett exempel är Sjöfartsverkets Lotsområde Södertälje och ett annat är Kustbevakningens enhet för övervakning av Mälaren. En insatsgrupp för sjösäkerhet som arbetar med farligt gods, lastsäkring och bemanningskontroller i hamnar med kommersiell trafik finns också i staden. Södertälje är kansliort för en domkrets omfattande tre kommuner. Verksamheten bedrivs i Södertälje tingshus. I Södertälje finns även kontor för Försäkringskassan, Skatteverket och Pensionsmyndigheten. Även Polismyndigheten bedriver verksamhet inom Lokalpolisområde Södertälje, tidigare Södertälje polismästardistrikt.

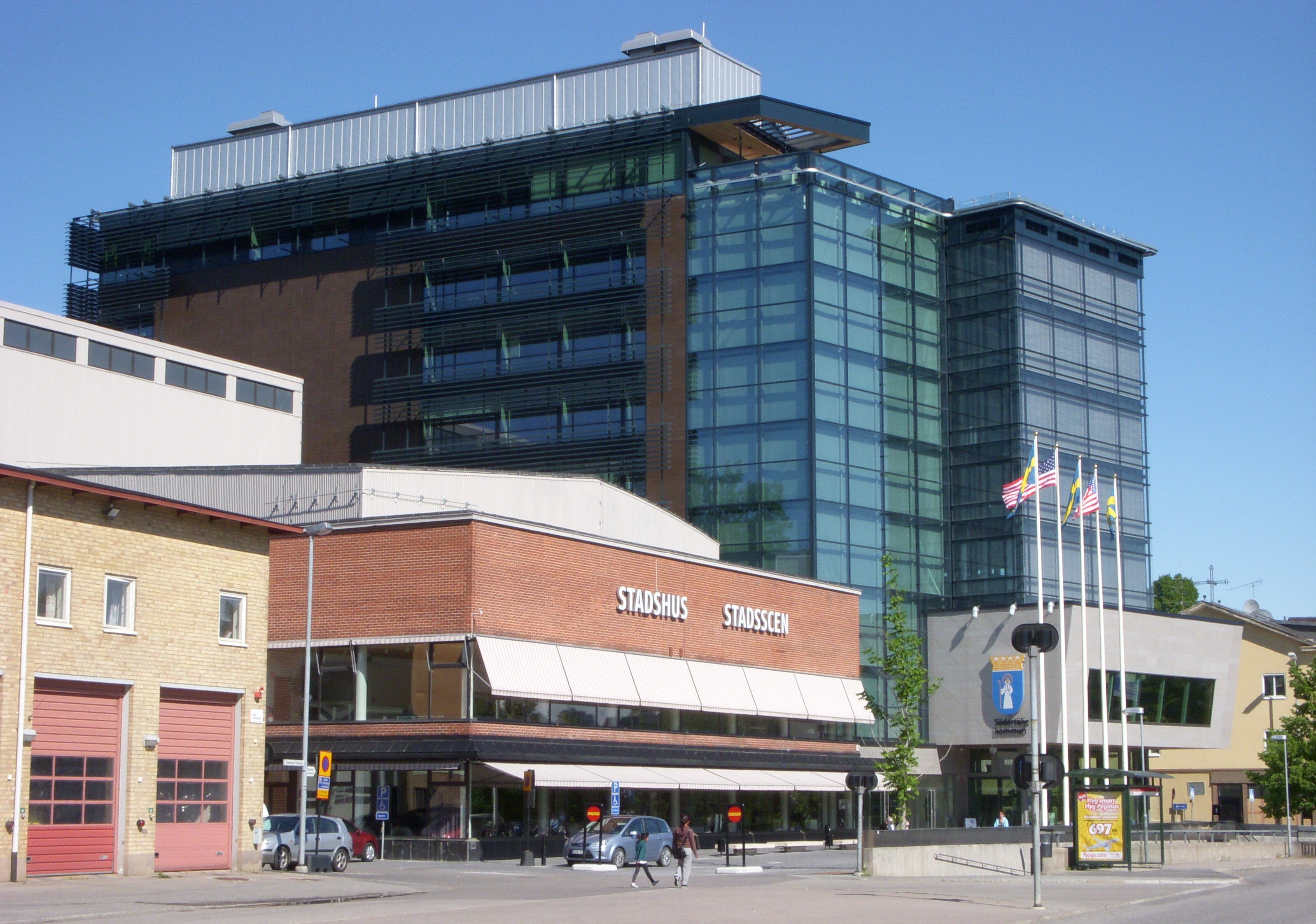
Södertälje stadshus på Nyköpingsvägen.

Som centralort i Södertälje kommun är centrala funktioner som kommunfullmäktige, stadsdirektören och kommunens förvaltningar förlagda till Södertälje stadshus.

### Handel
Organiserade marknader och torghandel i Södertälje finns belagt sedan 1500-talet då Hertig Karl inrättade reguljära torgdagar i staden. Sedan stadsbranden 1650 är marknadsdagarna förlagda till Stora Torget.
Flera fastigheter vid Olof Palmes plats samt i höjd med Sankta Ragnhilds kyrka uppförda under 1880-talet och tidigare delen av 1900-talet har butikslokaler i gatuplan med bostäder eller kontor ovanför.

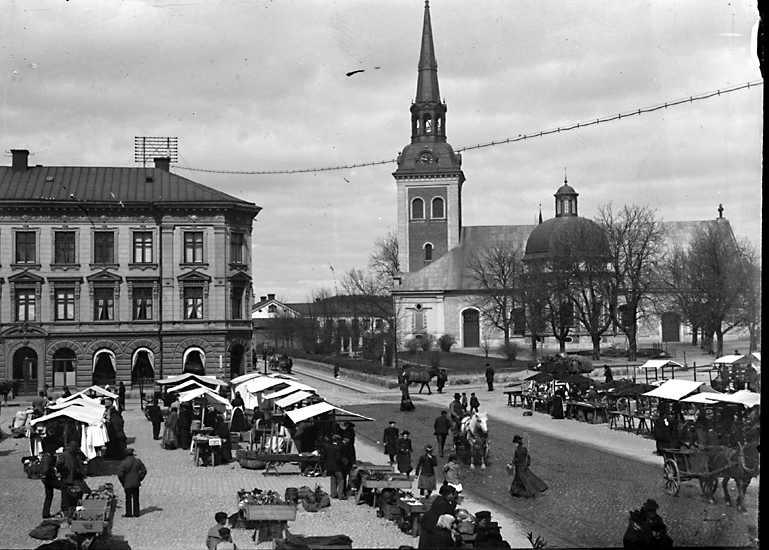
Marknadsdag på Stora Torget 1904.
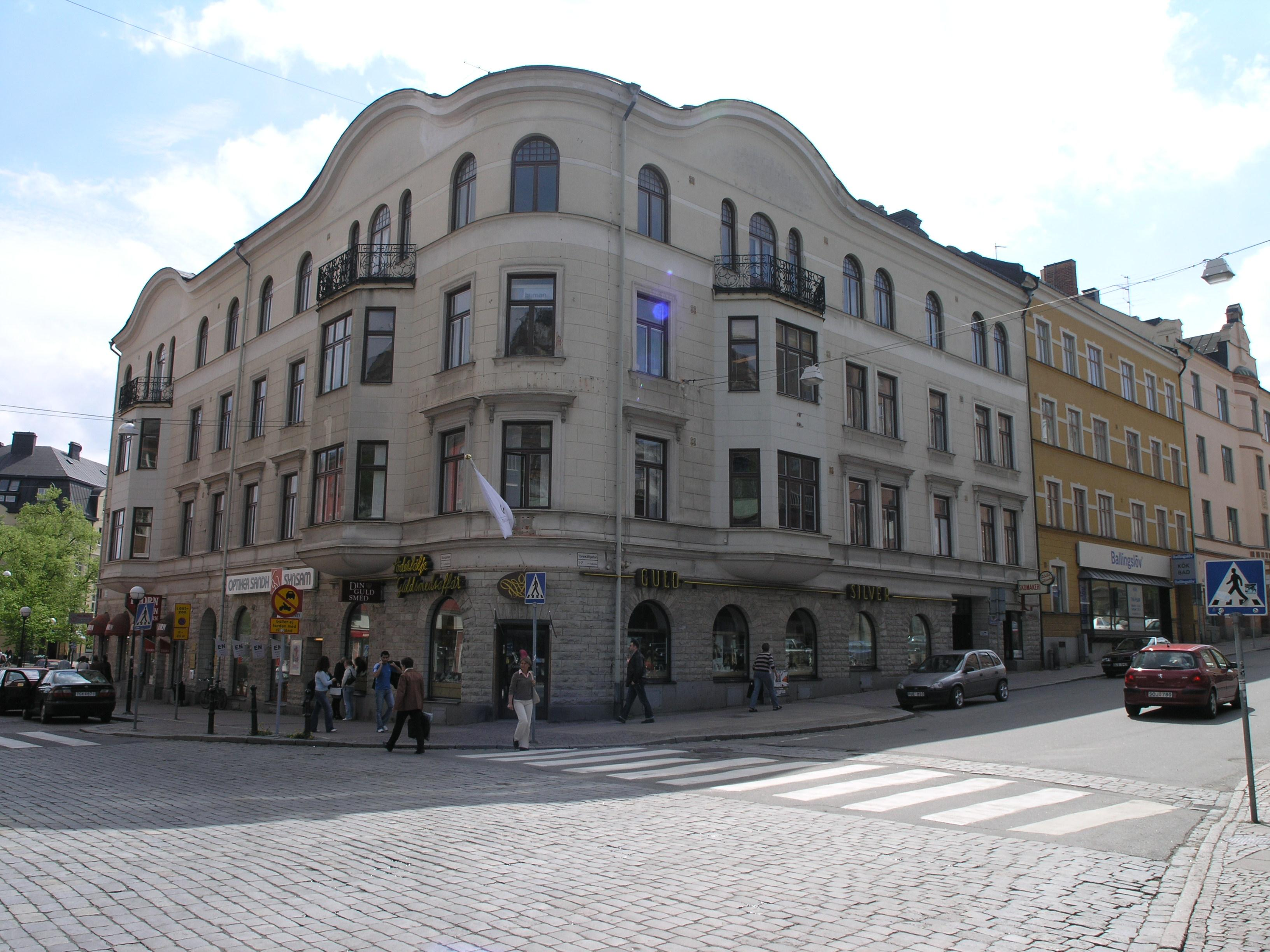
Butikslokaler i gatuplan på Storgatan 1.

Södertäljes första varuhus var Tempo i kvarteret Castor på Storgatan. Den första byggnationen av ett renodlat varuhus var Domus som invigdes i mars 1961. EPA etablerade sig i det då nybyggda Telluskvarteret 1965. År 1985 ändrades varuhusets namn till Åhléns.
Lunagallerian är ett komplex med butiker, kulturverksamhet och kontor och öppnade 1978. År 1991 skedde en konvertering av Domushuset till butiksgalleria som fick namnet Telgehuset.
Weda köpcentrum öppnade i lokaler som tidigare använts av Wedaverken. Morabergs köpcentrum på kanalens östra sida etablerades under tidiga 2000-talet. Vasa handelsplats är beläget väster om stadskärnan.

### Infrastruktur

#### Transporter

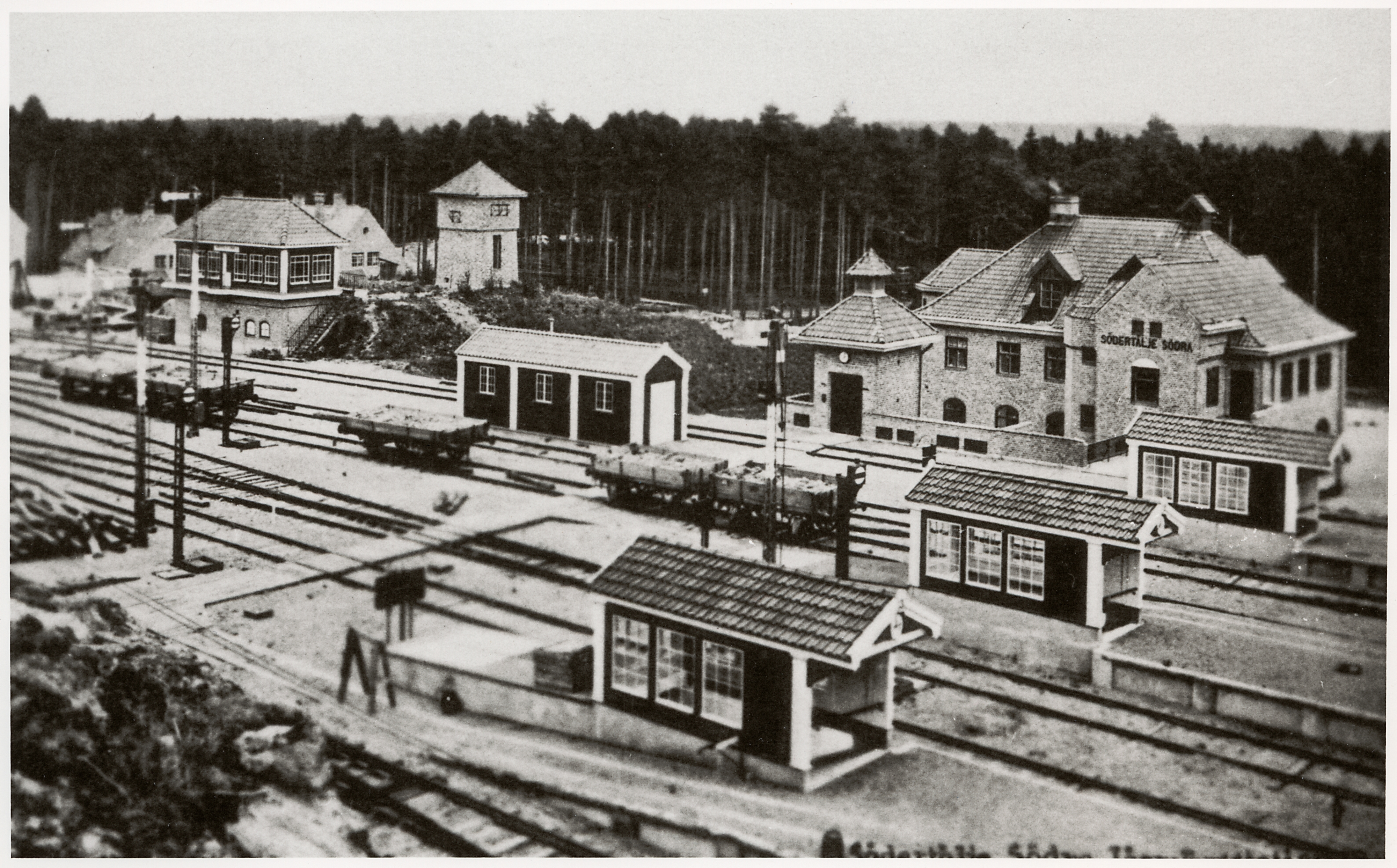
Södertälje södra blev stadens huvudstation för fjärrtåg 1921.

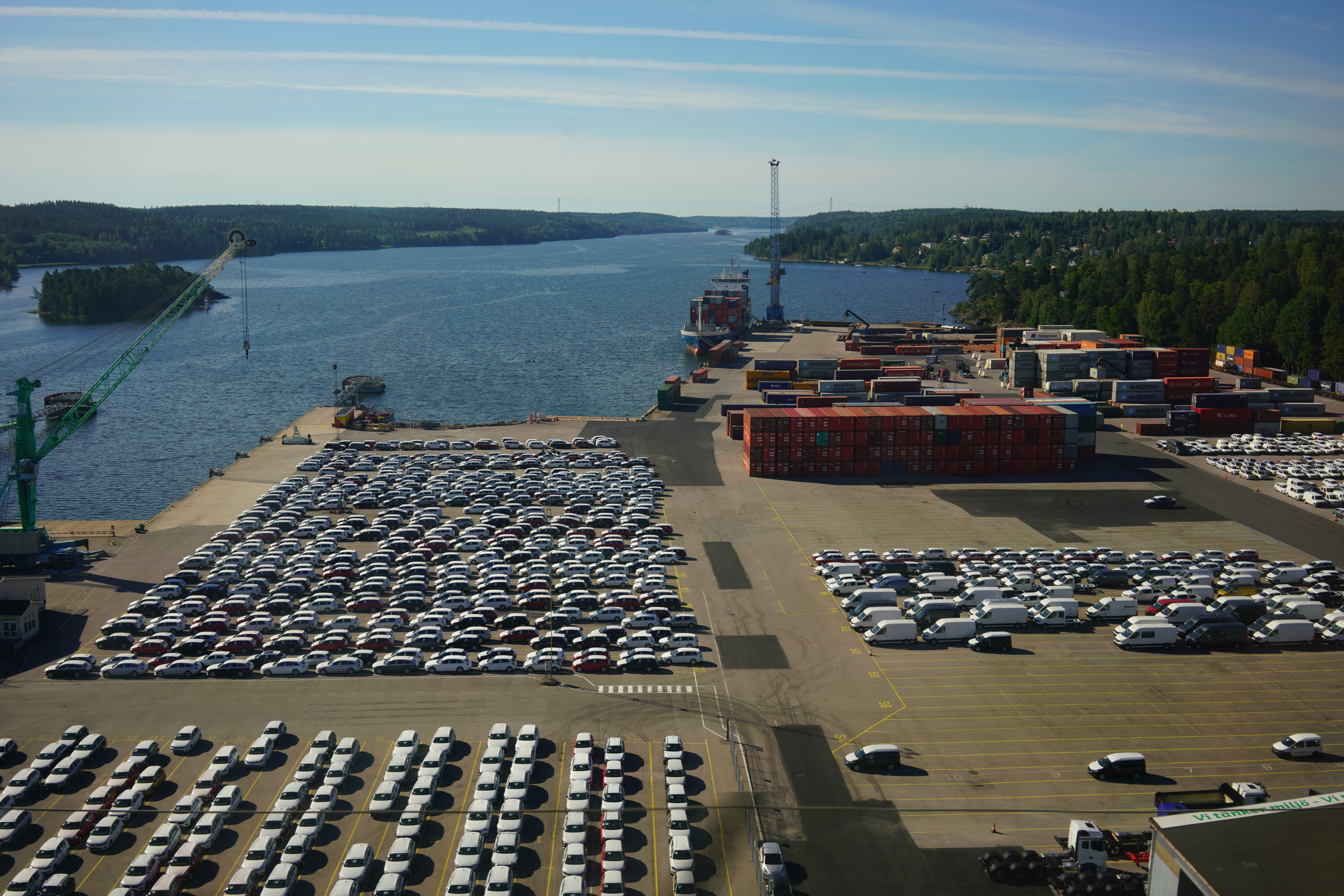
Sydhamnen inom Södertälje hamn med bilar och containrar.

Södertälje ligger längs huvudvägen mellan Stockholm och Helsingborg, och fram 1960-talet leddes all passerande trafik på Riksettan igenom stadskärnan. År 1965 öppnades motorvägen förbi Södertälje, inklusive E4-bron.
I Södertälje möts motorvägarna på E4 och E20 vid trafikplats Saltskog (avfart nummer 143). Andra större vägar som går igenom Södertälje är den gamla sträckningen av Riksettan, Järnagatans/Nyköpingsvägens förlängning, (till Trosa via Vagnhärad) samt Länsväg 225 (till Nynäshamn via Ösmo). Riksväg 57 (till Katrineholm via Flen) börjar strax söder om Södertälje.
Södertälje är kuperat och genomkorsas av en kanal, vilket gjort det utmanande att bygga järnvägsförbindelser i området. Detta till trots är Södertälje en järnvägsknut. I Södertälje finns fyra stationer för persontåg; Södertälje centrum, Södertälje hamn, Södertälje syd och Östertälje. De många järnvägarna som löper igenom Södertälje medför att man kan resa till Sveriges tre storstäder Stockholm, Göteborg och Malmö samt de skandinaviska huvudstäderna Oslo och Köpenhamn utan byte.
Under Karl XI anlades en mindre kanal till Saltskogsfjärden som senare förföll. Under Eric Nordewalls ledning grävdes Södertälje kanal från Mälaren till sjön Maren och vidare till Östersjön under åren 1806–1819. Kanalen fick en nivåskillnad på 50 centimeter, och försågs med en sluss belägen i Mälarehamnen.
Mellan 1917 och 1924 byggdes den moderna kanalsträckningen, inklusive ny sluss vid Maren. Södertälje sluss är 135 meter lång, vilket gör den till nordens näst största. Den nya kanalen drogs rak och bred, vilket gjorde att flera stadskvarter på dess östra sida revs. Efter ytterligare trafikökning på 1950-talet skedde vidare breddnings- och fördjupningsarbeten mellan 1973 och 1976. Från 2016 sker ytterligare en utökning och breddning av kanalen. På 1580-talet lät Karl IX anlägga en lastplats vid Igelstaviken. Hertigen tillsåg att järnvaror från Bergslagen skeppades ut via Södertälje. Volymerna blev stora, och i slutet av 1500-talet gick en fjärdedel av den svenska järnmalmsexporten från Södertäljes hamn.
Flera av ortens hamnar ingår i företaget Södertälje hamn, med Sydhamnen, Bränslehamnen, Igelstahamnen och Uthamnen. Fordonsimporten är en viktig del av hamnens verksamhet. I snitt hanteras omkring 118 000 fordon per år. Volkswagen importerar cirka 50 procent av sina bilar via Södertälje.
Mälarehamnen är belägen på Mälarsidan av Södertälje kanal. Den har använts frekvent från 1860-talet. Dess användning ökade i takt med att ångbåtar blev vanligare, och var som mest nyttjad mellan 1880 och 1930. Trots att Mälarehamnen upphörde att vara en av Södertäljes officiella hamnar 1984 används den fortfarande permanent av Kustbevakningens Kuststation Södertälje. Den används även för turisttrafik och av S/S Ejdern. En ny kaj för att hantera den trafik som finns i hamnen byggs från 2022.
Stadsbussar infördes på 1920-talet, och har därefter utökats i omfattning med befolkningstillväxten. På grund av Södertäljes geografiska läge nära en länsgräns, kör både SL och Sörmlandstrafiken busstrafik i och till orten.
Utöver ordinarie stadsbussar finns linjer inom närtrafiken, som främst är avsedd för äldre och rörelsehindrade. Långdistansbussar från exempelvis Flixbus stannar i Södertälje.

#### Utbildning
Hagabergs folkhögskola startade 1910, och blev folkhögskola 1957. I början av 2000-talet erbjöd skolan både kurser som förbereder för arbete inom kyrkan, samt andra utbildningar. Skolan hade internat.

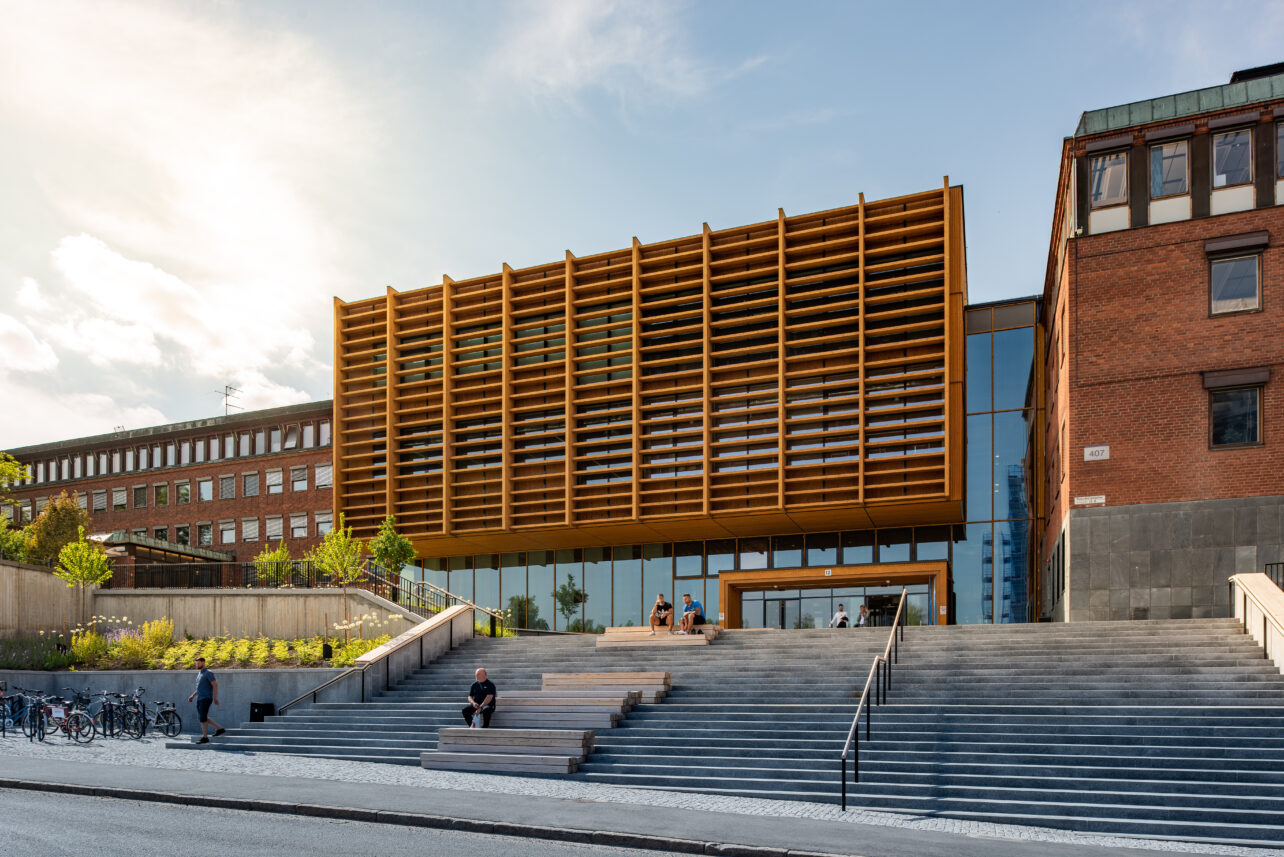
Campus Telge och Södertälje Science Park i Snäckviken.

Kungliga Tekniska högskolan (KTH) öppnade en filial i Södertälje 1986. År 1998 etablerades Campus Telge som fast campus för högre utbildning för flera högskolor och yrkeshögskola. När det startades låg det i Mariekälla, men flyttade till lokaler som tidigare inrymt Astras huvudkontor 2015. Från 2025 flyttades delar av KTH:s verksamhet från Södertälje.
År 2025 fanns det 12 gymnasieskolor i Södertälje, varav 4 kommunala och 8 friskolor.

#### Sjukvård
År 1777 fick Södertälje sitt första sjukhus i form av ett Serafimerlasarett på Orionkullen.
Södertälje sjukhus är ett av regionens sex akutsjukhus. Förutom allmänmedicinsk vård utförs även förlossning, operation, intensivvård och röntgen. Det nuvarande sjukhuset grundades 1907. Utbyggnader gjordes bland annat 2017 då en ny behandlingsbyggnad togs i bruk, samt hösten 2019 då en vårdbyggnad med 120 enkelrum tillkom. Sjukhuset har omkring 1 200 anställda.

## Befolkning

### Demografi

#### Stadsdelar
Södertäljes stadsdelar delas in i nordväst, nordöst, sydväst och sydöst. Till de nordvästra stadsdelarna hör Lina hage, Ronna, Karlhov, Geneta, Bårsta och Vasa. Till de nordöstra stadsdelarna hör Ragnhildsborg, Ritorp, Brunnsäng, Grusåsen, Weda, Oxelgrenshagen, Moraberg, Tubo-Ljung och Listonhill.
Till de sydvästra stadsdelarna hör Blombacka, Västergård, Mariekälla, Hovsjö, Saltskog, Södertälje Södra, Scaniaområdet, Gläntan, Södertälje Syd, Södertälje hamn och Pershagen. Till de sydöstra stadsdelarna hör Rosenlund och Hagaberg, Fornhöjden, Glasberga, Viksängen, Östertälje och Igelsta.

#### Befolkningsutveckling
| Befolkningsutvecklingen i Södertälje 1960–2020 | Befolkningsutvecklingen i Södertälje 1960–2020 | Befolkningsutvecklingen i Södertälje 1960–2020 | Befolkningsutvecklingen i Södertälje 1960–2020 | Befolkningsutvecklingen i Södertälje 1960–2020 |
| ---------------------------------------------- | ---------------------------------------------- | ---------------------------------------------- | ---------------------------------------------- | ---------------------------------------------- |
|                                                |                                                |                                                |                                                |                                                |
| År                                             |                                                |                                                | Folkmängd                                      |                                                |
| 1960                                           | 1960                                           |                                                | 33 721                                         |                                                |
| 1980                                           | 1980                                           |                                                | 58 711                                         |                                                |
| 2005                                           | 2005                                           |                                                | 60 279                                         |                                                |
| 2020                                           | 2020                                           |                                                | 76 320                                         |                                                |

Under 1700-talet steg Södertälje stads befolkning för första gången till över 1 000 personer.
Efter andra världskriget ökade behovet av arbetskraft i stadens fabriker och en stor befolkningstillväxt inleddes. Inledningsvis var flera av de inflyttade tidigare skogs- eller lantbruksarbetare från Norrland, men efter andra världskrigets slut inleddes även rekrytering från andra länder. Under åren förändrades Södertälje från badort med homogen befolkning till industristad med hög grad av inflyttade. Merparten av arbetarna rekryterades från de industrialiserade delarna av Grekland, Jugoslavien och Finland.
Under 1970-talet rådde lågkonjunktur, och den tidigare starka befolkningstillväxten avstannade. Efter lågkonjunkturen stabiliserades invånarantalet omkring 57 000–60 000 invånare från 1970, men efter 2005 började befolkningen åter öka till en nivå på cirka 76 000 personer i tätorten 2020. 

#### Minoriteter
Från 1500-talet finns belägg för finländare bosatta omkring Södertälje. 1960-talets stora behov av arbetskraft till Södertäljes industrier medförde att finländare flyttade till området, bland annat för arbete på Scania, varav många bosatte sig i stadsdelen Saltskog.
De första assyrierna kom till Sverige 1967. I mars 1967 kom fem assyriska familjer till Södertälje. Vid tiden gjorde möjligheterna till arbete på Scania staden populär att bosätta sig bland inflyttande grupper, och fler assyrier anslöt efter att en syrisk-ortodox församling bildats. Vid slutet av 1976 bodde cirka 6 000 personer från gruppen i Södertälje. Efter 1977 avstannade inflyttningen av assyrier, och har därefter främst skett som anhöriginvandring. I samband med Irakkriget flyttade ytterligare en grupp kristna östassyrier till orten under perioden 2003–2007.
Även om de flesta assyrier/syrianer i Sverige inte bor i Södertälje, har flera av dess föreningar och religiösa institutioner säte i staden.

### Religion

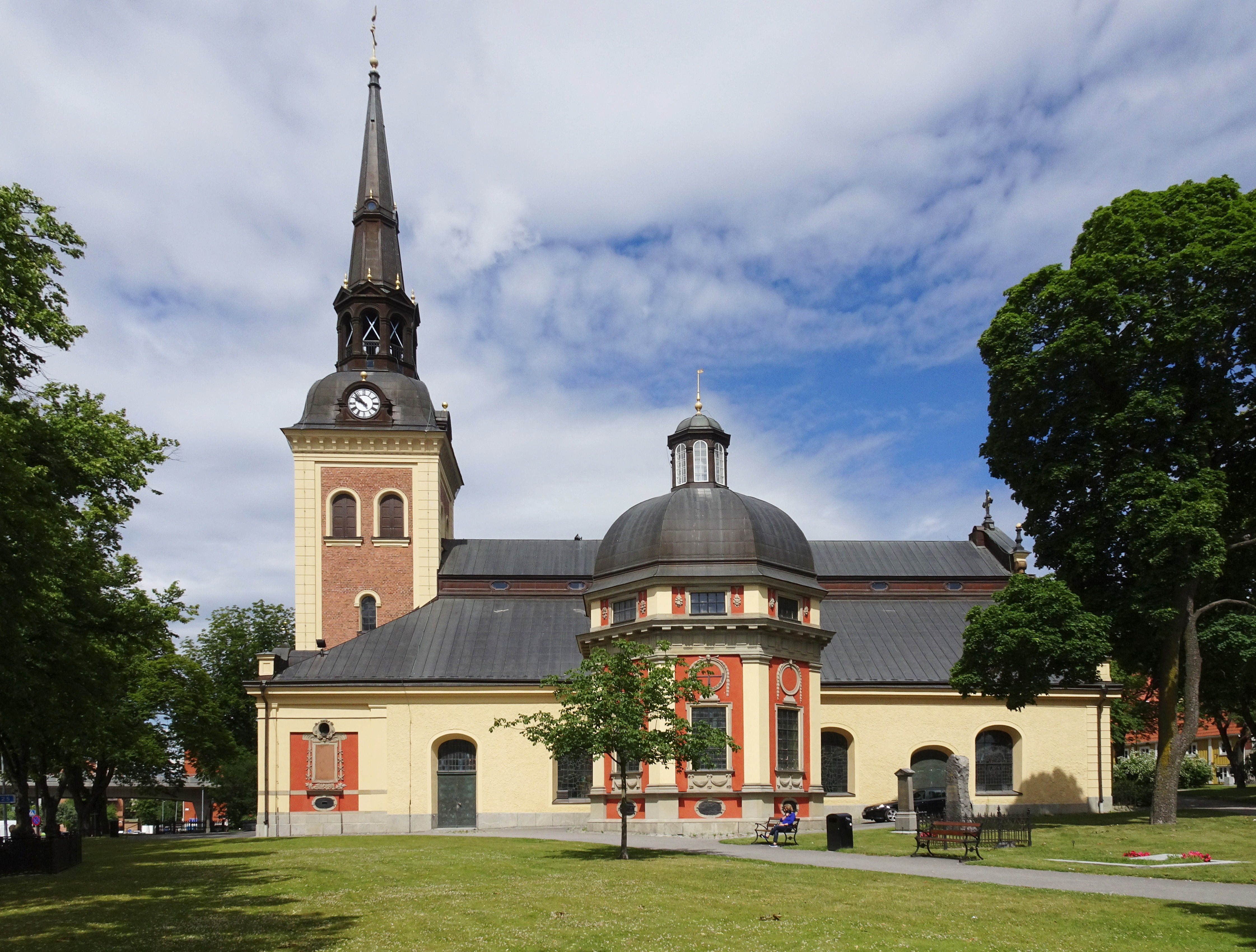
De äldsta delarna av Sankta Ragnhilds kyrka är från 1100-talet.

På 1100-talet byggdes de äldsta delarna av Sankta Ragnhilds kyrka på Stora Torget. I Södertälje finns sammanlagt fem kyrkobyggnader och fyra kapell tillhörande Svenska kyrkan. Utanför Svenska kyrkan finns bland annat Sankt Ansgars katolska församling med Sankt Ansgars kyrka som församlingskyrka. Södertälje finns även många kristet ortodoxa och den Syrisk-ortodoxa kyrkan har två biskopar i staden, samt driver Sankt Efraims domkyrka och Sankt Jacob av Nsibins katedral. Den sverigefinska gruppen har bland annat verksamhet på finska inom Svenska kyrkan, men också egna finskspråkiga trossamfund med tillhörnade kyrkobyggnader. Flera frireligiösa kristna samfund har församlingar och kyrkobyggnader i Södertälje.

### Sociala förhållanden
Av Södertälje tätorts 76 320 invånare vid slutet av 2020 var 37 339 kvinnor och 38 981 män. År 2020 bodde det 53 249 personer i flerfamiljshus, jämfört med 22 212 som var bosatta i småhus. En mindre grupp bodde i övriga boendeformer.
Stadsdelen Ronna (inklusive närbelägna Geneta och Lina) och Hovsjö definierades 2023 som särskilt utsatta områden, och Fornhöjden som riskområde. Därtill definerades Saltskog som utsatt område. Samtliga är områden där avståndet till Södertäljes stadskärna är långt, och med hög grad av befolkning med utländsk bakgrund.

## Kultur

### Massmedier

#### Press
Länstidningen Södertälje, populärt förkortat LT, grundades 1861 som Södertälje Tidning. Den ägdes länge av Centertidningar, men ingår nu i Mittmedia.
Södertäljeposten grundades 1993 och var en gratistidning som gavs ut i till hushåll i Södertälje med omnejd. Den distribuerades varje vecka fram till 2016 och därefter månadsvis. Tidningen upphörde 2022.

#### Radio och Television
Sveriges Radio har en redaktion på Järnagatan med lokala reportrar. 2019-2024 fanns den lokala radiostationen P4 Södertälje med lokala nyheter och reportage, samt lokal morgonshow.
Utöver lokala sändare för de kommersiella kanalerna i Stockholm hade Södertälje från början av 1990-talet fram till 2018 två koncessioner för privat lokalradio. På ett av dessa sände flera lokala format under åren, bland annat Favorit och Love 103,9. Radiosändare finns både i Ragnhildsborg (öster om Södertälje kanal) och i Blombacka (västra sidan av staden).
Lokala tv-sändningar startade 2015 i samband med att Sveriges Television etablerade redaktionen Lokala Nyheter Södertälje. Stadens TV-sändare finns i Ragnhildsborg.

### Konstarter

#### Scen och teater

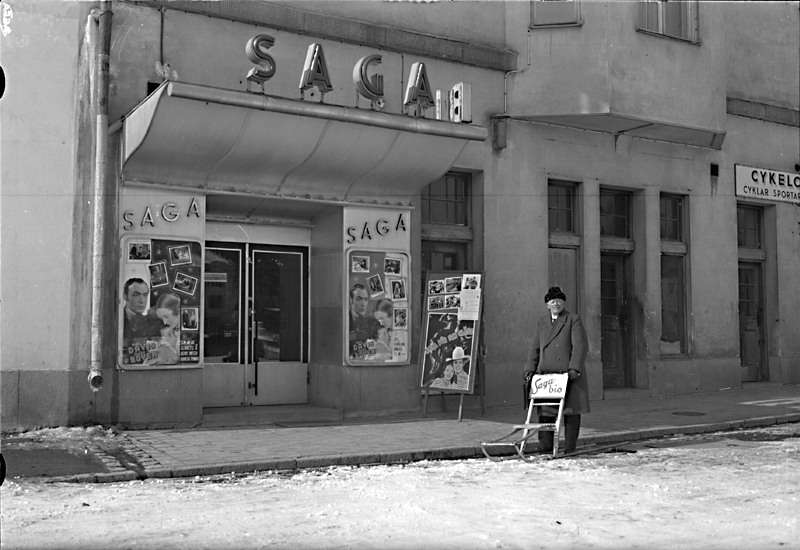
Sagateatern på Strandgatan 1941.

Oktoberteatern öppnade 1929 under namnet Castor. Efter att biografverksamheten lades ner 1984 konverterades lokalen till teater. År 2005 blev Oktoberteatern en institutionsteater och 2013 länsteater.
Södertälje stadsscen visar framträdanden som teater, operor, musikaler, shower och biofilmer. I samband med uppförandet av det nya stadshuset gjordes en renovering av lokalerna 2008, och anläggningen blev Södertälje stadsscen.
Sagateatern invigdes 1916, och konverterades från biograf till teater 1983. På Torekällberget anordnas utomhusteater, varietéer och konserter. Sveriges enda professionella finskspråkiga teatergrupp Teatteri Kipinä har sin hemmascen i Södertälje.

#### Bildkonst
Södertälje konsthall öppnade 1968. Tidigare hade konstutställningar bland annat hållits på stadens hotell och pensionat samt i Socitetshuset på Södertelge Badinrättning. 1978 flyttade konsthallen till lokaler i Luna kulturhus.
Saltskog gårds herrgård uppfördes för industrimannen Carl Fredrik Liljevalch 1882-1883. Sedan 1985 fungerar den som konst- och kulturcentrum, där flera konstnärer även har arbetsrum i gårdens byggnader.
Södertälje konstförening bildades 1945.

#### Museer

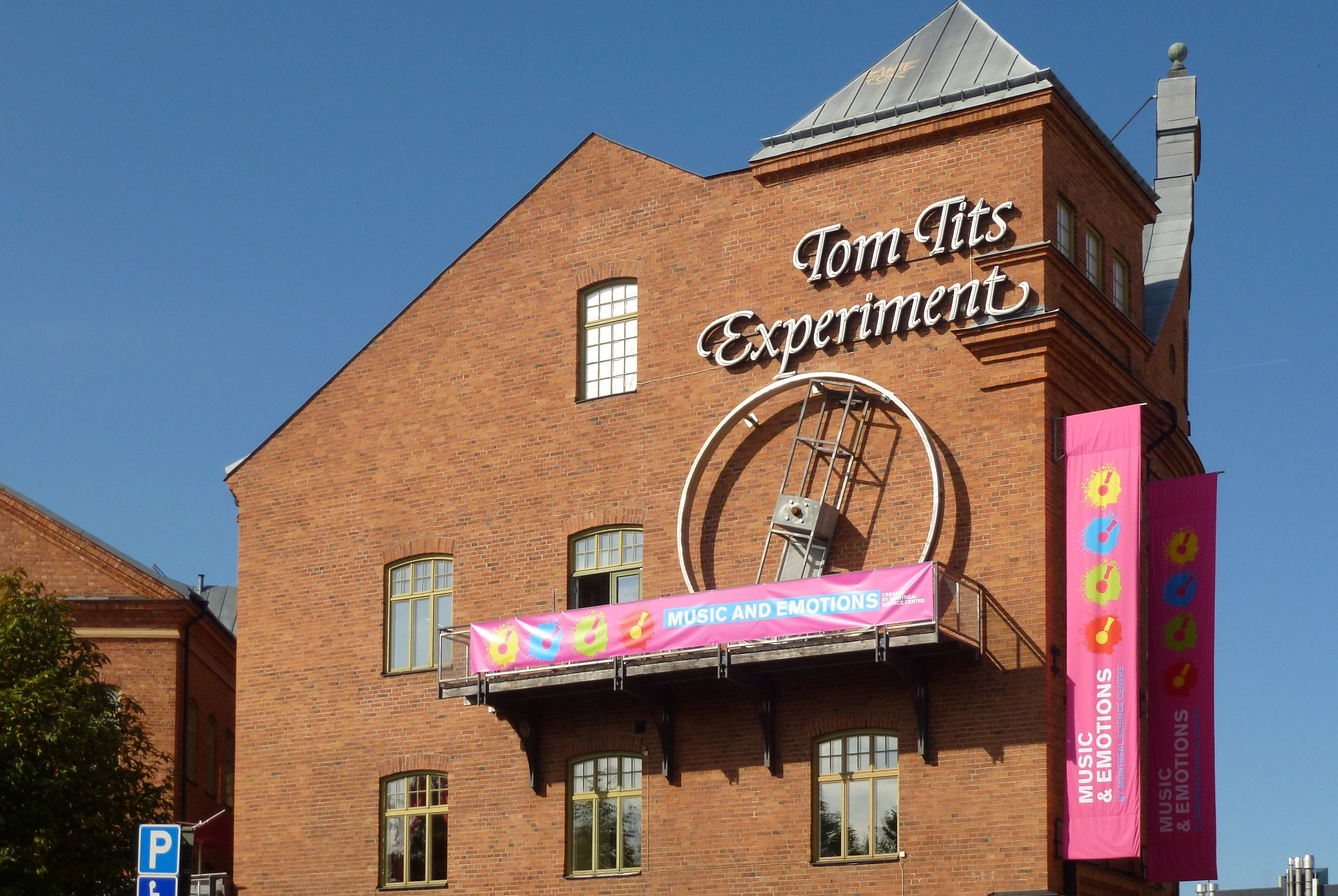
Huvudbyggnaden på Tom Tits Experiment.

Torekällberget är ett friluftsmuseum, öppnat 1929. Området är idag uppdelat i områdena staden och landet. Området är också hem för Södertälje stadsmuseum med utställningar om stadens historia. Stadsmuseet är inrymt i Patonska gården från 1790-talet.
Vetenskapsmuseet Tom Tits Experiment hade sin början i en utställning på vetenskapstema i konsthallen 1985. Efter att utställningen flyttats till egna lokaler i tidigare industribyggnader på Storgatan blev den ett permanent eget museum och vetenskapscenter.
Andra museer i Södertälje är Marcus Wallenberg-hallen, Biologiska museet och Wendela Hebbes hus. I Södertälje finns även k-märkta museifartyget S/S Ejdern.

#### Bibliotek

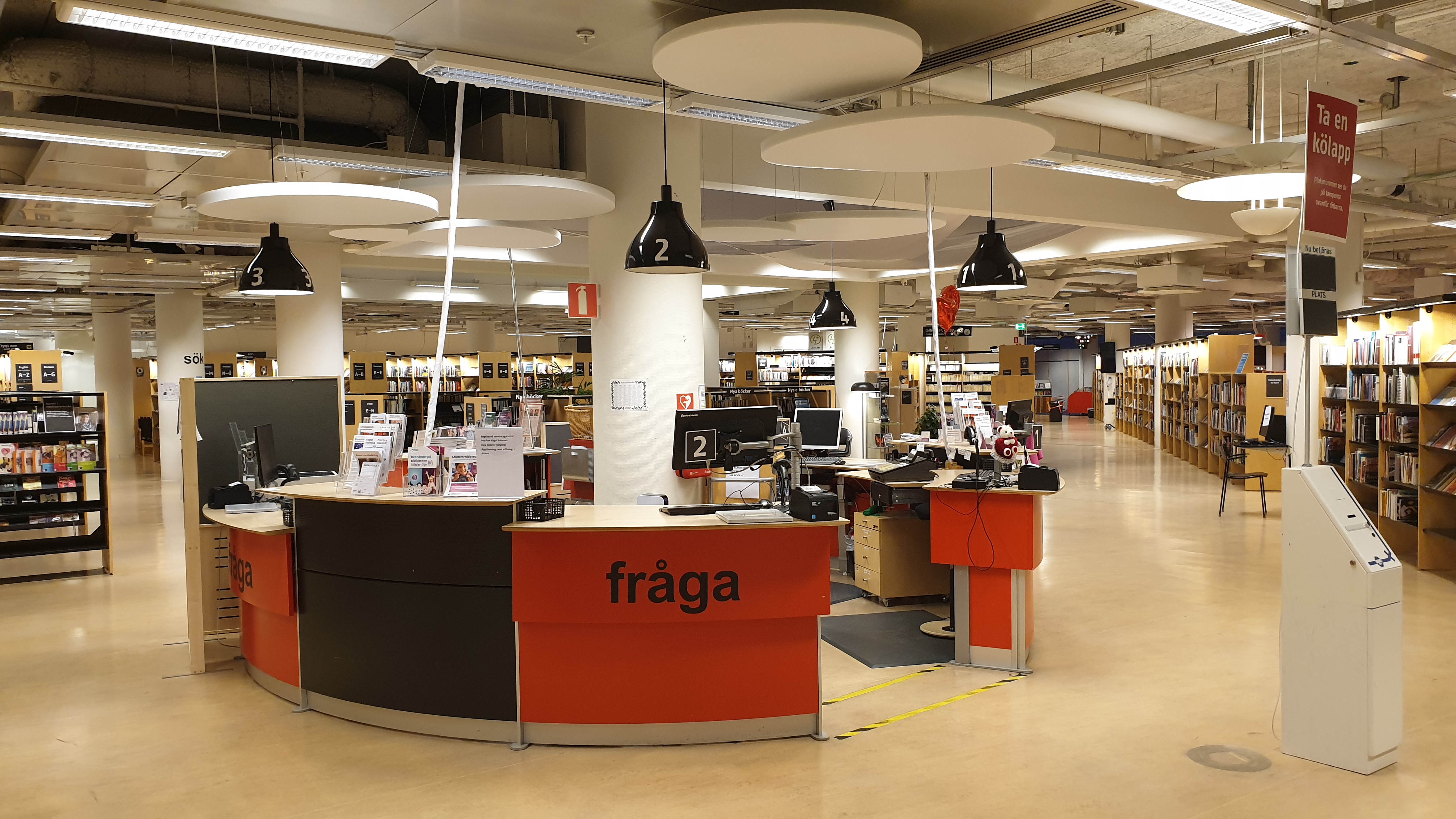
Informationsdisk på Stadsbiblioteket 2020.

Södertälje stadsbibliotek öppnade 1934 och togs över i kommunal regi 1945. År 1978 flyttade man till sina nuvarande lokaler i Luna kulturhus. Det finns mindre filialbibliotek i stadsdelar, samt bokbussverksamhet.

#### Arkitektur

Johan Hambraeos karta över Södertälje från 1700-1704 visar stadens rutnätsmönster efter stadsbranden 1650.

Det medeltida gatunätet var oreglerat, men en karta från 1648 visar att Storgatan har nästan samma dragning som idag och även flera andra nutida gator kan utläsas. Stadsbränder 1630 och 1650 förstörde stora delar av stadens bebyggelse. Såväl Rysshärjningarna 1719 som en stadsbrand 1881 har därefter förstört delar av den äldre bebyggelsen.
Det äldsta bevarade bostadshuset är från 1700-talet och finns i kvarteret Silen på Mälargatan invid Sankta Ragnhilds kyrka. Den äldre bebyggelsen i stadskärnan präglas av tiden som badort och industrialiseringen.

Anläggandet av centralstationen gjorde att stadskärnan försköts vidare söderut från Stora Torget. Som exempel från denna tid kan nämnas Saltsjötorget som kantas av byggnader i klassicistisk stil uppförda under 1900-talets början.

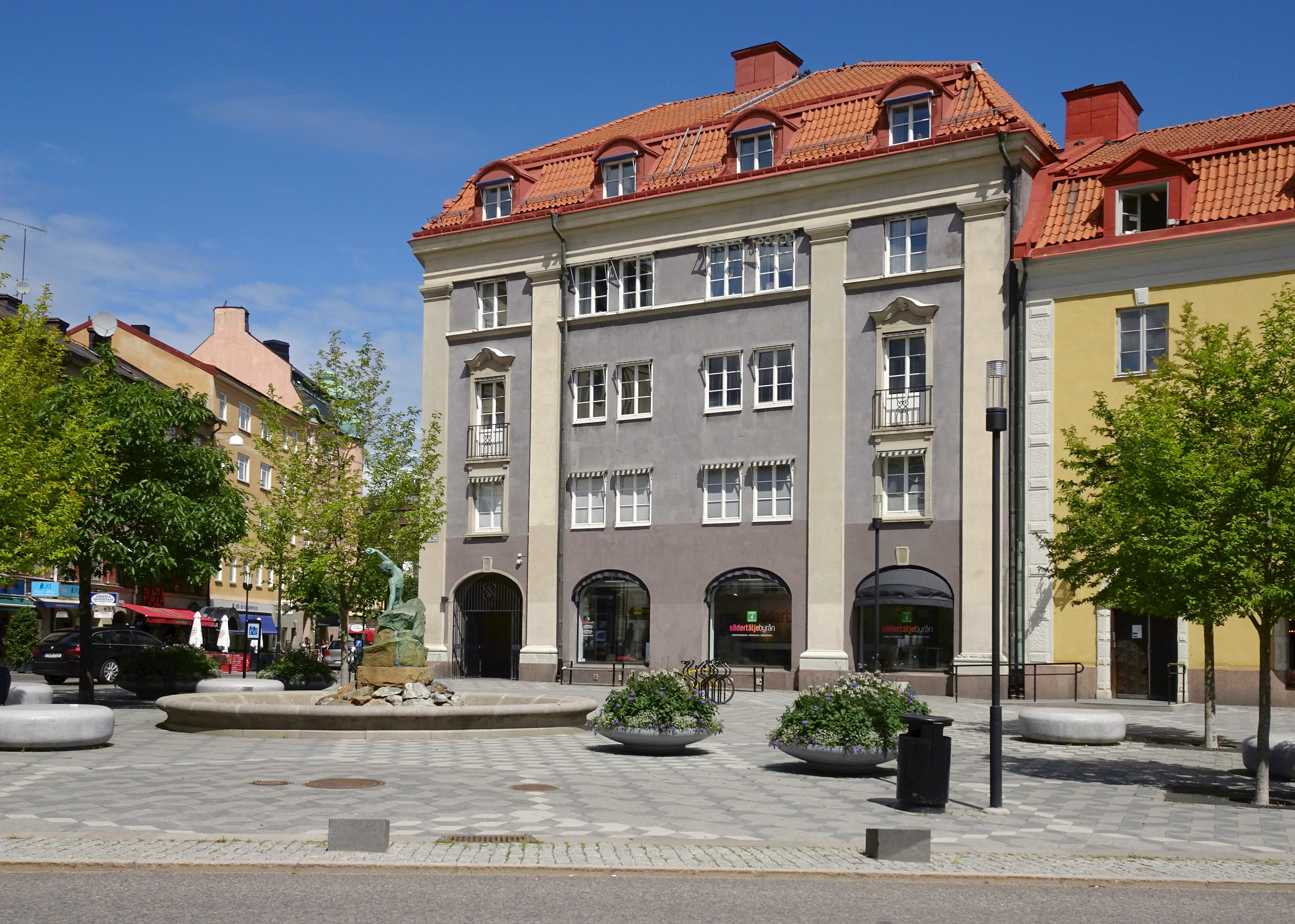
Saltsjötorget mot norr.
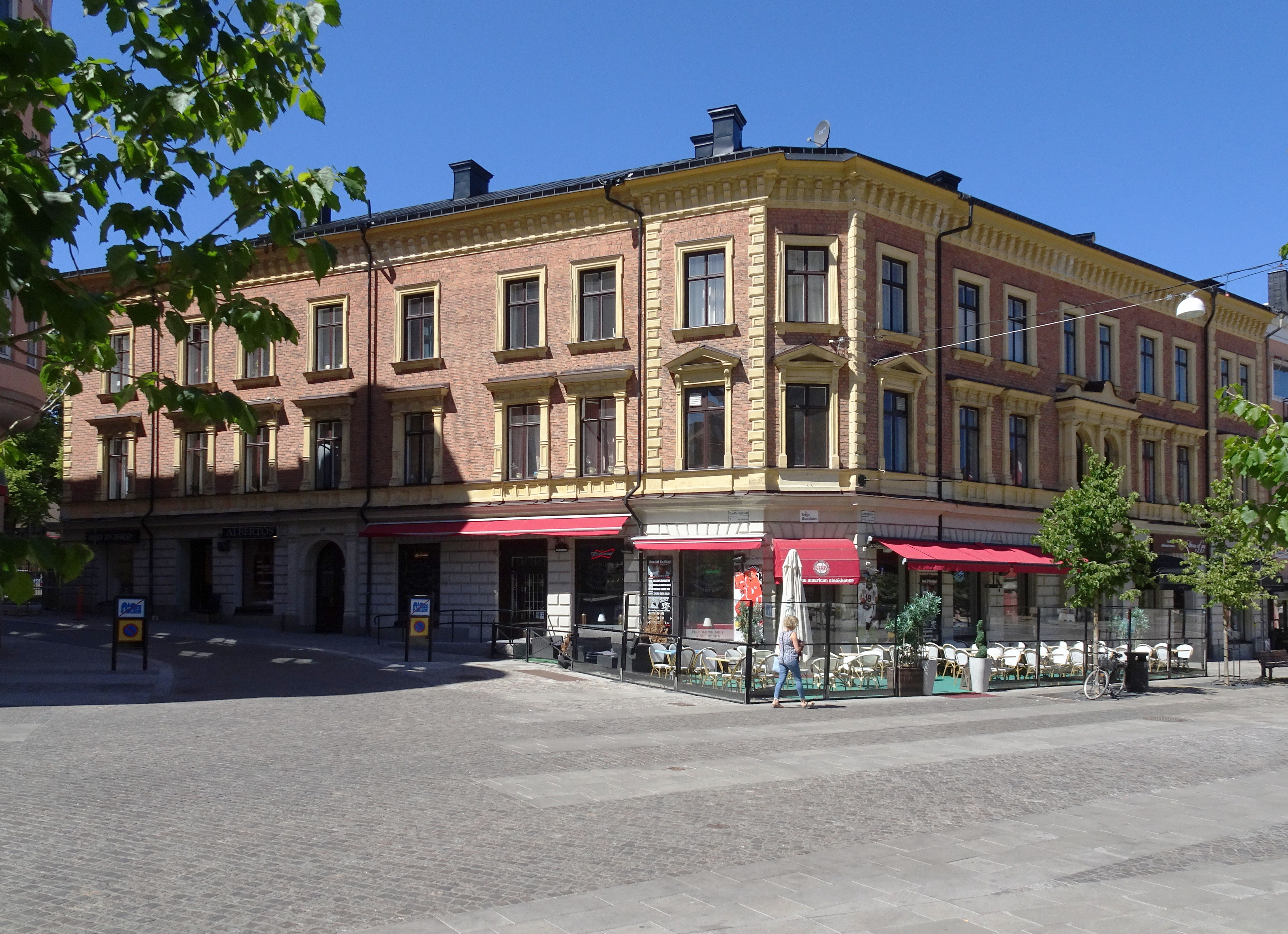
Olof Palmes plats med Saturnus 7 i nyrenässansstil från 1888.
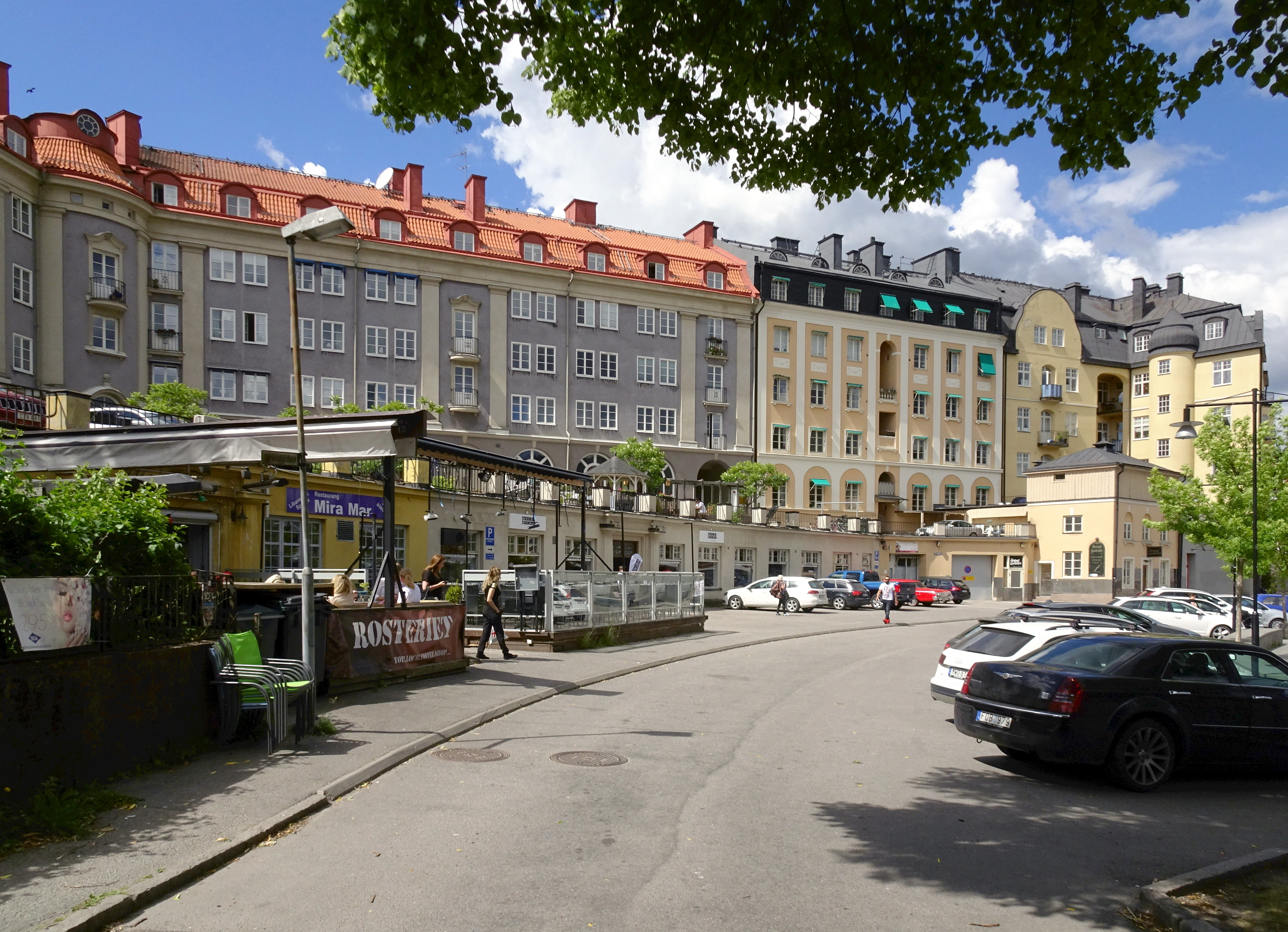
Strandgatan med flera stora bostadshus uppförda under 1920-talet.
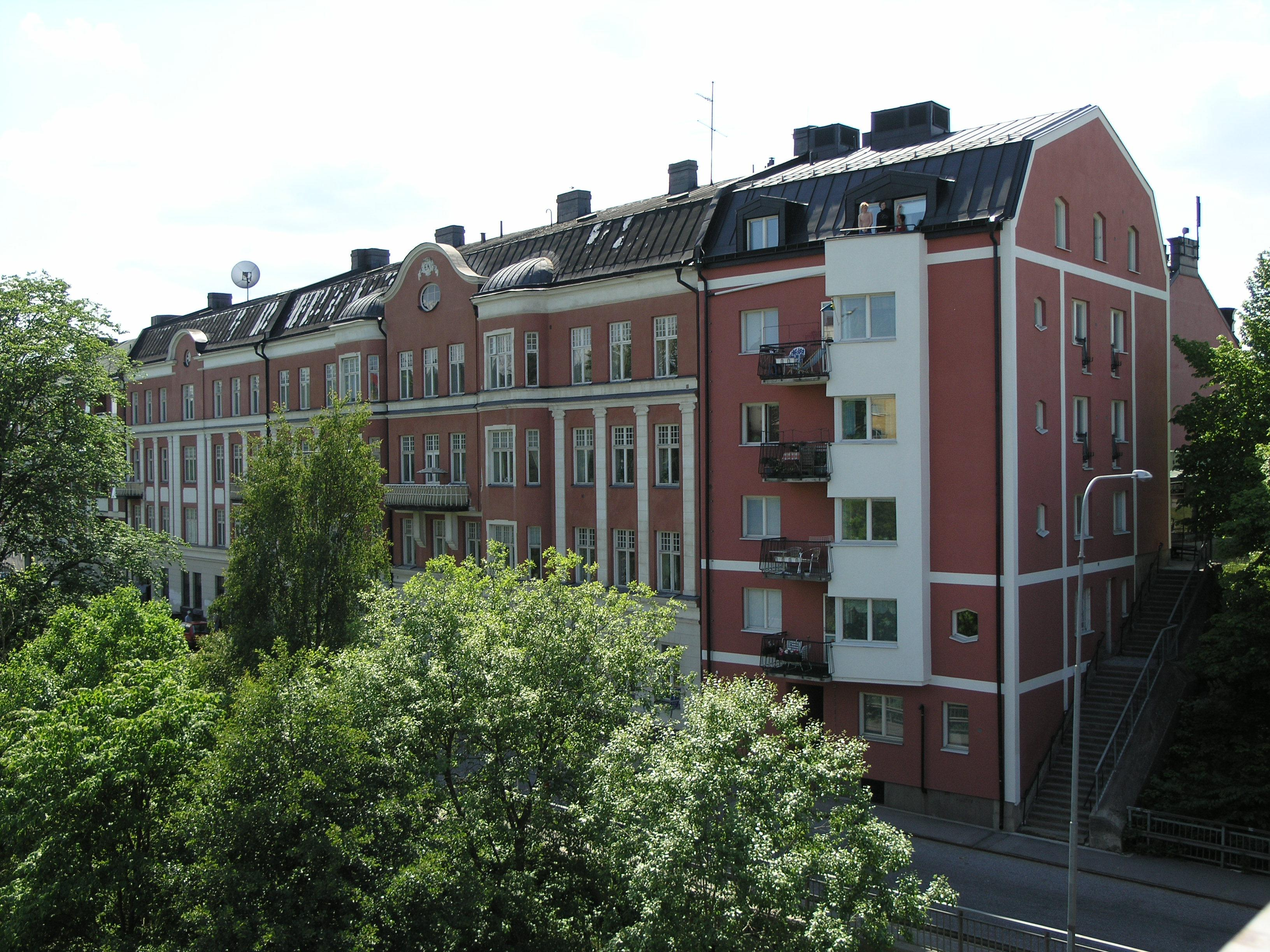
Västra Kanalgatan löper längs kanalen.

Under 1920-talet uppfördes flera större byggnader och kvarter i klassicism, bland annat längs Järnagatan. Från slutet av 1930-talet byggdes flera fastigheter i funktionalistisk stil.
Nya befolkningsprognoser gjorde att den trähusbebyggelse dominerade stadskärnan bedömdes som otidsenliga, och den så kallade Citysaneringen genomfördes från 1950-talet. 1960-talet såg stark inflyttning och flera nya områden uppfördes.

### Sport

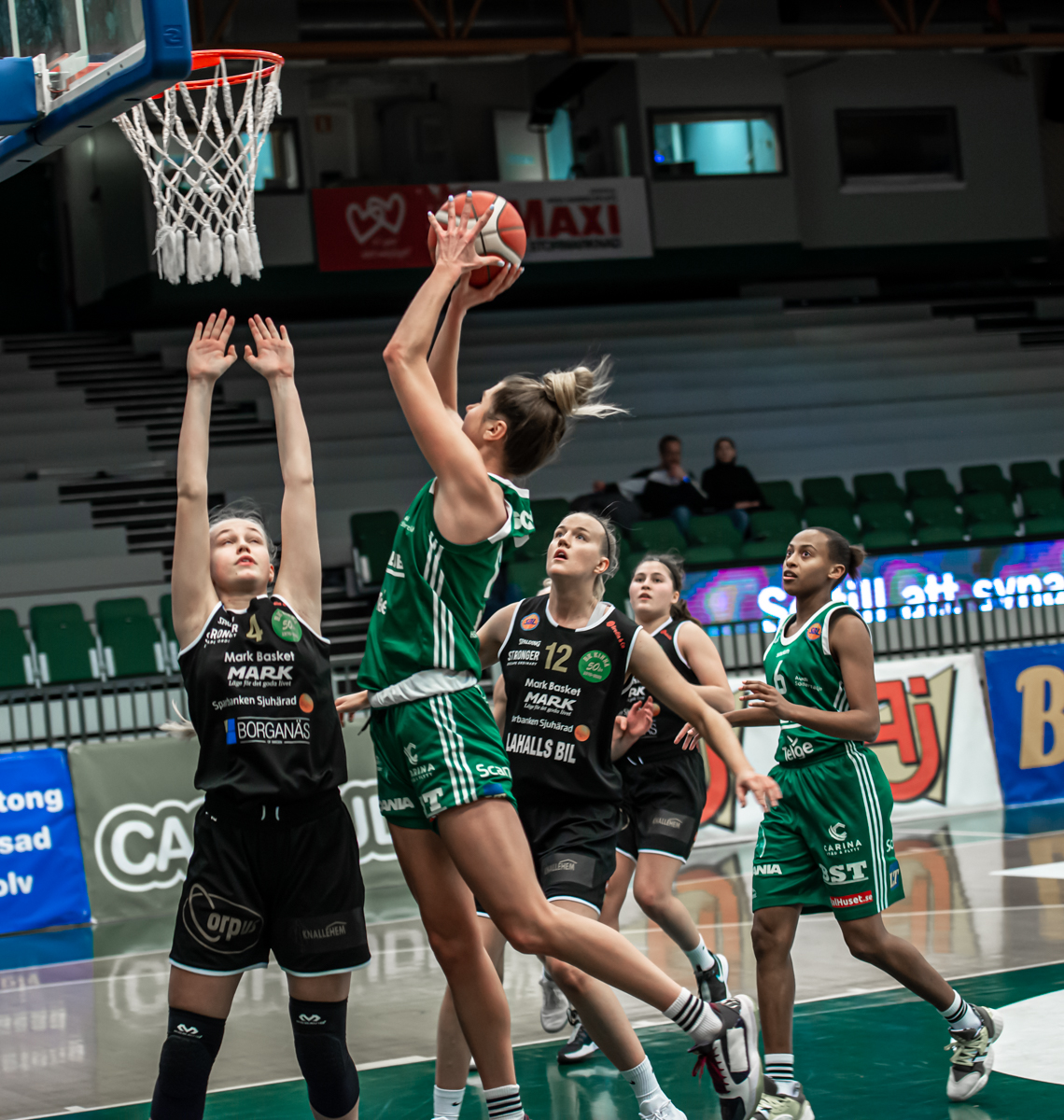
Södertälje BBK dam spelar mot Mark 2021.

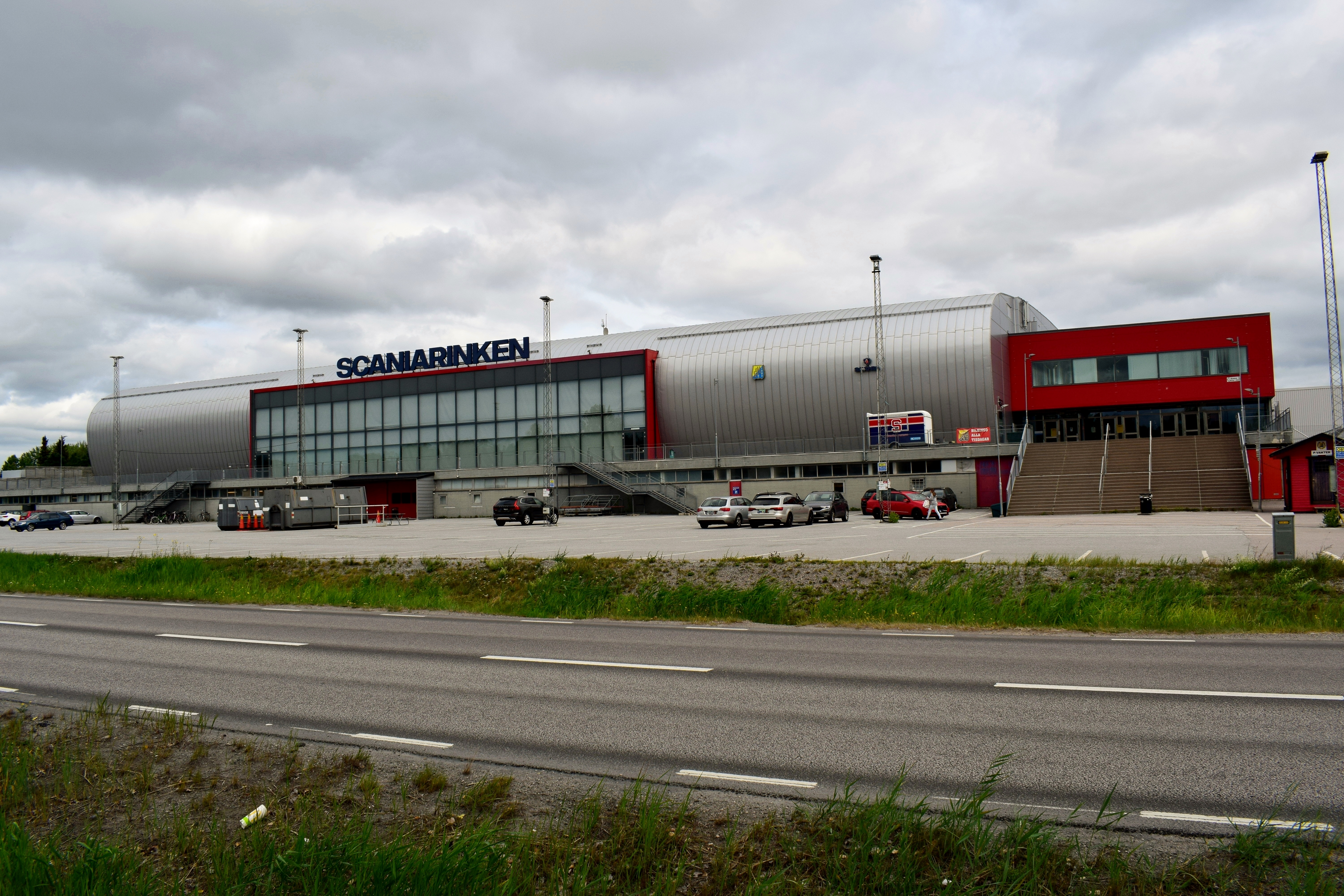
Scaniarinken är en arena för ishockey och evenemang.

I Södertälje började sportutövande bli allt mer organiserat i och med industrialiseringen på slutet av 1800-talet, och omkring sekelskiftet 1900 bildades idrottsföreningar som därefter växt och blivit större. Ishockeyn i Södertälje har helt dominerats av Södertälje Sportklubb (SSK), som startade 1902. Klubben har haft framgångar inom ishockey där man blivit svenska mästare vid sju tillfällen 1925–1985.
Basketklubben Södertälje BBK har representationslag på såväl dam- som herrsidan. Södertälje BBK dam har fram till 2024 vunnit SM vid 13 tillfällen. Herrlaget Södertälje Kings har vunnit SM-guld vid 12 tillfällen 1978–2019.
Inom fotboll hade SSK ett lag i division 2 under 1950- och 1960-talen. År 2005 kvalificerade sig Assyriska FF för spel i högsta serien, och därefter Syrianska FC under tre säsonger 2011–2013.
Tennisspelaren Björn Borg är uppvuxen i Södertälje. Efter hans framgångar med bland annat fem raka Wimbledonsegrar, vinster i Franska öppna och Davis Cup ökade tennisintresset i staden från 1970-talet.
Scaniarinken är en inomhusarena och ishall invigd 1970. Täljehallen är en inomhusarena för basketboll, inomhusidrott och evenamang invigd 1984. Andra sportanläggningar och arenor i Södertälje är Södertälje fotbollsarena och Sydpoolen.